# Auchmis aurilegula
Auchmis aurilegula là một loài bướm đêm trong họ Noctuidae.